# 62ª Brigata Garibaldi "Camicie rosse"
La 62ª Brigata Garibaldi "Camicie rosse", conosciuta anche come Brigata "Pampurio" dal nome di battaglia del caduto Giancarlo Lelli, fu una brigata partigiana operante nel Bolognese. Fu inizialmente guidata da Mario Bordoni, poi, a seguito della morte in battaglia di questi nell'ottobre del 1944, Luciano Proni salì al comando della brigata.

## Attività
La 62ª Brigata Garibaldi "Camicie Rosse" opererà soprattutto sulla strada della Futa, nella zona di Loiano, e sulla Montanara tra Imola e Firenzuola. Quattro compagnie troveranno alloggio nella zona dei Casoni di Romagna (con il comando alla Casa dei Gatti), estendendo in seguito le azioni nel territorio di Sassoleone e nella valle del Sillaro.
Alla fine di maggio 1944 a Castelnuovo di Bisano (Monterenzio), una trentina di partigiani inviati dal C.U.M.E.R. diedero vita alla 46ª brigata Garibaldi. Qualche settimana dopo, nella zona delle Piane di Pianoro, il numero fu mutato in 62. In seguito fu aggiunta la denominazione di Camicie rosse, anche se molti la chiamavano la brigata Pampurio, dal nome di battaglia del caduto Giancarlo Lelli.
Dopo la prima fase organizzativa, la formazione conta una settantina di uomini nella zona delle Piane e altre due compagnie a Pianoro e a Sasso.
Operò nei comuni di Sasso Marconi, Pianoro, Casalfiumanese, Marzabotto, Monzuno, Loiano, Castel del Rio, Monterenzio e Fontanelice. Fece parte della divisione Bologna montagna "Lupo".
Primo comandante, sia pure per breve tempo, fu Mario Bordoni "Mariano", che cadrà in combattimento il 17 ottobre 1944.
Nel luglio il comando fu assunto da Luciano Proni "Kid" - proveniente dalla 36ª brigata "Bianconcini Garibaldi", con Aldo Cucchi "Jacopo" vice. Quando Proni, il 22 settembre 1944, restò ferito e dovette essere curato prima in loco e poi a Bologna, gli successe Cucchi.
A luglio, a seguito di un rastrellamento, la brigata si sposta nel comune di Monterenzio.
Il 30 luglio una compagnia di 17 partigiani viene violentemente attaccata alle spalle dai tedeschi presso il ponte di Bisano: si contano due morti, tra i quali il commissario politico della Brigata, e tre feriti. Dopo questo evento, gran parte dei partigiani di questo gruppo saranno aggregati alla 36ª Brigata. Le compagnie di Sasso e Pianoro saranno a loro volta spostate nella zona di Castelnuovo di Bisano, al comando di Luciano Proni (Kid) e Aldo Cucchi (Jacopo).
In seguito all'infittirsi dei rastrellamenti e degli attacchi dei tedeschi, la sede della brigata fu spostata sull'altipiano dei Casoni di Romagna, tra la valle dell'Idice e del Sillaro.
Molte le azioni compiute durante l'estate. Alla fine di settembre, col passaggio del fronte, dovette ritirarsi verso la pianura (nel frattempo si era fusa con la 66ª) e disperdersi come brigata, mentre molti dei suoi componenti continuarono a combattere in varie formazioni fino alla Liberazione.
Nel novembre 1944, su ordine del CUMER, Cucchi e una parte dei partigiani si trasferirono a Bologna e furono incorporati nelle brigate cittadine, in previsione di quella che si riteneva l'imminente insurrezione. Gli altri attraversarono la linea del fronte e quasi tutti si arruolarono nei Gruppi di combattimento Cremona e Friuli.
La brigata inquadrata nella divisione Bologna montagna "Lupo" ebbe 671 uomini, 589 dei quali partigiani. I caduti furono 86 e 27 i feriti.

## Membri
- Aldo Cucchi